# Фестивал ромске културе и активизма
Фестивал ромске културе и активизма (или скраћено ФРКА) је фестивал посвећен ромској култури, примарно музици, као и активизму ромске заједнице и побољшању статуса права Рома у Србији и у Црној Гори. Организује га Ромски културни центар.

## Историја
ФРКА фестивал је основао Ромски културни центар 2015. године, када је и први пут одржан у Београду. Од 2015. до 2019. године је одржан сваке године и то у Београду. Од 2020, фестивал није одржан у Србији. Фестивал се одржао у Подгорици 2022. године.

## Програм
Током фестивала се организује уметнички програм како би се промовисала достигнућа Рома у тој сфери, као и неговала ромска култура. Такође се организује и активистички део програма током ког се дискутује о побољшању људских и мањинских права Рома.